# Marius Corbu
Marius Dumitru Corbu (Cădărești, 7 maggio 2002) è un calciatore rumeno, centrocampista dell'APOEL.

## Carriera

### Club
Cresciuto nel settore giovanile del Csíkszereda, ha esordito in prima squadra il 21 settembre 2019 disputando l'incontro di Liga II vinto 0-1 contro lo Sportul Snagov. Chiude la stagione con 3 presenze nella seconda divisione rumena. Il 1º luglio 2020 si trasferisce agli ungheresi della Puskás Akadémia, con cui debutta anche nelle coppe europee.

### Nazionale
Ha giocato nelle nazionali giovanili rumene Under-20 ed Under-21.

## Statistiche

### Presenze e reti nei club
Statistiche aggiornate al 19 giugno 2022.
| Stagione               | Squadra                | Campionato             | Campionato | Campionato | Coppe nazionali | Coppe nazionali | Coppe nazionali | Coppe continentali | Coppe continentali | Coppe continentali | Altre coppe | Altre coppe | Altre coppe | Totale | Totale |
| Stagione               | Squadra                | Comp                   | Pres       | Reti       | Comp            | Pres            | Reti            | Comp               | Pres               | Reti               | Comp        | Pres        | Reti        | Pres   | Reti   |
| ---------------------- | ---------------------- | ---------------------- | ---------- | ---------- | --------------- | --------------- | --------------- | ------------------ | ------------------ | ------------------ | ----------- | ----------- | ----------- | ------ | ------ |
| 2019-2020              | Csíkszereda            | L2                     | 3          | 0          | CR              | 0               | 0               |                    | -                  | -                  |             | -           | -           | 3      | 0      |
| 2020-2021              | Puskás Akadémia        | NB1                    | 20         | 0          | CU              | 3               | 0               | UEL                | 1                  | 0                  |             | -           | -           | 24     | 0      |
| 2021-2022              | Puskás Akadémia        | NB1                    | 32         | 4          | CU              | 2               | 0               | UECL               | 3                  | 0                  |             | -           | -           | 37     | 4      |
| Totale Puskás Akadémia | Totale Puskás Akadémia | Totale Puskás Akadémia | 52         | 4          |                 | 5               | 0               |                    | 4                  | 0                  |             | -           | -           | 61     | 4      |
| Totale carriera        | Totale carriera        | Totale carriera        | 55         | 4          |                 | 5               | 0               |                    | 4                  | 0                  |             | -           | -           | 64     | 4      |

## Palmarès
- Supercoppa di Cipro: 1

APOEL: 2024